# Centiárea
Una centiárea es una unidad de superficie que equivale a 1 metro cuadrado. Se sigue empleando con frecuencia un múltiplo suyo: la hectárea, y en menor escala, el área, que equivale a 100 metros cuadrados.
Ni el Sistema Internacional de Unidades ni el Sistema Internacional de Magnitudes recogen esta unidad, pues toman como base para las superficies agrarias la hectárea.

## Equivalencias
- 1 000²]]
- 10 000 cm²
- 100 dm²
- 1 metro cuadrado o centiárea
- 0,01 áreas o dam²
- 0,0001 hectáreas o hm²
- 0,000 001 km²